# World Hockey Association 1972-1973
La stagione 1972-1973 è stata la 1ª edizione della World Hockey Association. La stagione regolare iniziò l'11 ottobre 1972 e si concluse il 1º aprile 1974, mentre i playoff dell'Avco World Trophy terminarono il 29 aprile 1973. L'All-Star Game della WHA si disputò a Québec fra una selezione di giocatori delle franchigie del Western Division contro una delle franchigie dell'Eastern Division; la gara fu vinta dalla formazione East per 6-2. I New England Whalers sconfissero i Winnipeg Jets nella finale dell'Avco World Trophy per 4-1, conquistando la prima edizione della nuova lega.
La WHA nacque su idea di Garry L. Davidson e Dennis A. Murphy raccogliendo l'interesse di 12 mercati fra il Canada e gli Stati Uniti oltre alla sponsorizzazione della AVCO Financial Services Corporation, azienda che diede il nome al nuovo trofeo dell'Avco World Trophy. Nell'estate del 1972 si svolse ad Anaheim il primo Draft della lega per selezionare i giocatori in vista della stagione inaugurale delle dodici franchigie iscritte, divise in due raggruppamenti su base geografica nella Eastern e nella Western Division.
Non essendoci limiti e restrizioni nel Draft le squadre poterono selezionare tutti i giocatori desiderati, dalle stelle della National Hockey League ai giocatori delle leghe professionistiche minori, dai giocatori dei campionati universitari e giovanili a quelli militanti nei campionati europei. Dopo una lunghissima serie di scelte, poco meno di 1100, le dodici partecipanti alla WHA 1972-73 conclusero il loro Draft iniziando così le trattative per ingaggiare i giocatori.

## Squadre partecipanti
- Alberta Oilers
- Chicago Cougars
- Cleveland Crusaders
- Houston Aeros
- LA Sharks
- Minnesota Fighting Saints
- New York Raiders
- NE Whalers
- Ottawa Nationals
- Philadelphia Blazers
- Quebec Nordiques
- Winnipeg Jets

## Stagione regolare

### Classifiche
Eastern Division
|  | Pos. | Squadra              | Pt | G  | V  | S  | N | GF  | GS  | DR  |
|  | ---- | -------------------- | -- | -- | -- | -- | - | --- | --- | --- |
|  | 1.   | NE Whalers           | 94 | 78 | 46 | 30 | 2 | 318 | 263 | +55 |
|  | 2.   | Cleveland Crusaders  | 89 | 78 | 43 | 32 | 3 | 287 | 239 | +48 |
|  | 3.   | Philadelphia Blazers | 76 | 78 | 38 | 40 | 0 | 288 | 305 | -17 |
|  | 4.   | Ottawa Nationals     | 74 | 78 | 35 | 39 | 4 | 279 | 301 | -21 |
|  | 5.   | Quebec Nordiques     | 71 | 78 | 33 | 40 | 5 | 276 | 313 | -37 |
|  | 6.   | New York Raiders     | 68 | 78 | 33 | 43 | 2 | 303 | 334 | -31 |

Western Division
|  | Pos. | Squadra                   | Pt | G  | V  | S  | N | GF  | GS  | DR  |
|  | ---- | ------------------------- | -- | -- | -- | -- | - | --- | --- | --- |
|  | 1.   | Winnipeg Jets             | 90 | 78 | 43 | 31 | 4 | 285 | 249 | +36 |
|  | 2.   | Houston Aeros             | 82 | 78 | 39 | 35 | 4 | 284 | 269 | +15 |
|  | 3.   | LA Sharks                 | 80 | 78 | 37 | 35 | 6 | 259 | 250 | +9  |
|  | 4.   | Minnesota Fighting Saints | 79 | 78 | 38 | 37 | 3 | 250 | 269 | -19 |
|  | 5.   | Alberta Oilers            | 79 | 78 | 38 | 37 | 3 | 269 | 256 | +13 |
|  | 6.   | Chicago Cougars           | 54 | 78 | 26 | 50 | 2 | 245 | 295 | -50 |

Legenda:

      Ammesse ai Playoff
Note:

Due punti a vittoria, un punto a pareggio, zero a sconfitta.

### Statistiche

#### Classifica marcatori
La seguente lista elenca i migliori marcatori al termine della stagione regolare.

| Giocatore           | Squadra              | PG | G  | A  | Pt  | MP |
| ------------------- | -------------------- | -- | -- | -- | --- | -- |
| André Lacroix       | Philadelphia Blazers | 78 | 50 | 74 | 124 | 83 |
| Ron Ward            | New York Raiders     | 77 | 51 | 67 | 118 | 28 |
| Danny Lawson        | Philadelphia Blazers | 78 | 61 | 45 | 106 | 35 |
| Tom Webster         | NE Whalers           | 77 | 53 | 50 | 103 | 89 |
| Bobby Hull          | Winnipeg Jets        | 63 | 51 | 52 | 103 | 37 |
| Norm Beaudin        | Winnipeg Jets        | 78 | 38 | 65 | 103 | 15 |
| Christian Bordeleau | Winnipeg Jets        | 78 | 47 | 54 | 101 | 12 |
| Terry Caffery       | NE Whalers           | 74 | 39 | 61 | 100 | 14 |
| Gord Labossiere     | Houston Aeros        | 77 | 36 | 60 | 96  | 56 |
| Wayne Carleton      | Ottawa Nationals     | 75 | 42 | 49 | 91  | 42 |

#### Classifica portieri
La seguente lista elenca i migliori portieri al termine della stagione regolare.

| Giocatore      | Squadra             | PG | Min  | V  | S  | P | GS  | SO | Sv%  | MGS  |
| -------------- | ------------------- | -- | ---- | -- | -- | - | --- | -- | ---- | ---- |
| Gerry Cheevers | Cleveland Crusaders | 52 | 3144 | 32 | 20 | 2 | 149 | 5  | .912 | 2.84 |
| Joe Daley      | Winnipeg Jets       | 29 | 1718 | 17 | 10 | 1 | 83  | 2  | .893 | 2.90 |
| Russ Gillow    | LA Sharks           | 38 | 1892 | 17 | 13 | 2 | 96  | 2  | .887 | 2.91 |
| Wayne Rutledge | Houston Aeros       | 36 | 2163 | 20 | 14 | 2 | 110 | 0  | .907 | 3.05 |
| Jack Norris    | Alberta Oilers      | 64 | 3702 | 28 | 37 | 3 | 189 | 1  | .902 | 3.06 |

## Playoff
Per i playoff del 1973 si qualificarono le otto migliori squadre della lega, le prime quattro di ciascuna division. Le otto qualificate disputarono i playoff seguendo un tabellone che portò in finale le due vincitrici dei playoff di Division. Tutti i turni si giocarono al meglio delle sette sfide con il formato 2-2-1-1-1: la squadra migliore in stagione regolare avrebbe disputato in casa Gara-1 e 2, (se necessario anche Gara-5 e 7), mentre quella posizionata peggio avrebbe giocato nel proprio palazzetto Gara-3 e 4 (se necessario anche Gara-6).
|  | Quarti di finale | Quarti di finale          | Quarti di finale    |               |                     | Semifinali          | Semifinali | Semifinali |  |  | Avco World Trophy | Avco World Trophy   | Avco World Trophy |
|  |                  |                           |                     |               |                     |                     |            |            |  |  |                   |                     |                   |
|  | E1               | New England Whalers       | 4                   |               |                     |                     |            |            |  |  |                   |                     |                   |
|  | E4               | Ottawa Nationals          | 1                   |               |                     |                     |            |            |  |  |                   |                     |                   |
|  | E4               | Ottawa Nationals          | 1                   |               | E1                  | New England Whalers | 4          |            |  |  |                   |                     |                   |
|  |                  |                           |                     |               | E1                  | New England Whalers | 4          |            |  |  |                   |                     |                   |
|  |                  | E2                        | Cleveland Crusaders | 1             |                     |                     |            |            |  |  |                   |                     |                   |
|  | E2               | E2                        | Cleveland Crusaders | 1             | Cleveland Crusaders | 4                   |            |            |  |  |                   |                     |                   |
|  | E2               |                           |                     |               | Cleveland Crusaders | 4                   |            |            |  |  |                   |                     |                   |
|  | E3               | Philadelphia Blazers      | 0                   |               |                     |                     |            |            |  |  |                   |                     |                   |
|  |                  |                           |                     |               |                     |                     |            |            |  |  | E1                | New England Whalers | 4                 |
|  |                  |                           | W1                  | Winnipeg Jets | 1                   |                     |            |            |  |  |                   |                     |                   |
|  | W1               | Winnipeg Jets             | 4                   |               |                     |                     |            |            |  |  |                   |                     |                   |
|  | W4               | Minnesota Fighting Saints | 1                   |               |                     |                     |            |            |  |  |                   |                     |                   |
|  | W4               | Minnesota Fighting Saints | 1                   |               | W1                  | Winnipeg Jets       | 4          |            |  |  |                   |                     |                   |
|  |                  |                           |                     |               | W1                  | Winnipeg Jets       | 4          |            |  |  |                   |                     |                   |
|  |                  | W2                        | Houston Aeros       | 2             |                     |                     |            |            |  |  |                   |                     |                   |
|  | W2               | W2                        | Houston Aeros       | 2             | Houston Aeros       | 4                   |            |            |  |  |                   |                     |                   |
|  | W2               |                           |                     |               | Houston Aeros       | 4                   |            |            |  |  |                   |                     |                   |
|  | W3               | Los Angeles Sharks        | 2                   |               |                     |                     |            |            |  |  |                   |                     |                   |

### Quarti di finale
| Squadra 1           | Totale | Squadra 2                 | Gara 1    | Gara 2    | Gara 3 | Gara 4    | Gara 5 | Gara 6 | Gara 7 |
| ------------------- | ------ | ------------------------- | --------- | --------- | ------ | --------- | ------ | ------ | ------ |
| NE Whalers          | 4 - 1  | Ottawa Nationals          | 6 - 3     | 4 - 3 dts | 3 - 4  | 7 - 3     | 5 - 4  |        |        |
| Cleveland Crusaders | 4 - 0  | Philadelphia Blazers      | 3 - 2 dts | 7 - 1     | 3 - 1  | 6 - 2     |        |        |        |
| Winnipeg Jets       | 4 - 1  | Minnesota Fighting Saints | 3 - 1     | 5 - 2     | 4 - 6  | 3 - 2 dts | 8 - 5  |        |        |
| Houston Aeros       | 4 - 2  | LA Sharks                 | 7 - 2     | 2 - 4     | 2 - 3  | 3 - 2 dts | 6 - 3  | 3 - 2  |        |

### Semifinale
| Squadra 1     | Totale | Squadra 2           | Gara 1 | Gara 2 | Gara 3 | Gara 4 | Gara 5 | Gara 6 | Gara 7 |
| ------------- | ------ | ------------------- | ------ | ------ | ------ | ------ | ------ | ------ | ------ |
| NE Whalers    | 4 - 1  | Cleveland Crusaders | 3 - 2  | 3 - 2  | 5 - 4  | 2 - 5  | 3 - 1  |        |        |
| Winnipeg Jets | 4 - 0  | Houston Aeros       | 5 - 1  | 2 - 0  | 4 - 2  | 3 - 0  |        |        |        |

### Avco World Trophy
La finale dell'Avco World Trophy 1973 è stata una serie al meglio delle sette gare che ha determinato il campione della World Hockey Association per la stagione 1972-73. I New England Whalers hanno sconfitto i Winnipeg Jets in cinque partite e si sono aggiudicati il primo Avco World Trophy della storia.
| Squadra 1  | Totale | Squadra 2     | Gara 1 | Gara 2 | Gara 3 | Gara 4 | Gara 5 | Gara 6 | Gara 7 |
| ---------- | ------ | ------------- | ------ | ------ | ------ | ------ | ------ | ------ | ------ |
| NE Whalers | 4 - 1  | Winnipeg Jets | 7 - 2  | 7 - 4  | 3 - 4  | 4 - 2  | 9 - 6  |        |        |

| Vincitori della WHA 1972-73 New England Whalers | Portieri: Bruce Landon, Al Smith Difensori: Jim Dorey, Ted Green (C), Paul Hurley, Rick Ley, Brad Selwood Attaccanti: Kevin Ahearn, Mike Byers, Terry Caffery, John Cunniff, John Danby, Tom Earl, John French, Larry Pleau, Brit Selby, Tim Sheehy, Guy Smith, Tom Webster, Tommy Williams Staff Tecnico: Jack Kelley (Allenatore) |

## Premi WHA
- Avco World Trophy: New England Whalers
- Ben Hatskin Trophy: Gerry Cheevers, (Cleveland Crusaders)
- Bill Hunter Trophy: André Lacroix, (Philadelphia Blazers)
- Dennis A. Murphy Trophy: Jean-Claude Tremblay, (Quebec Nordiques)
- Gary L. Davidson Award: Bobby Hull, (Winnipeg Jets)
- Howard Baldwin Trophy: Jack Kelley, (New England Whalers)
- Lou Kaplan Trophy: Terry Caffery, (New England Whalers)
- Paul Deneau Trophy: Ted Hampson, (Minnesota Fighting Saints)

### WHA All-Star Team
First All-Star Team
- Attaccanti: Bobby Hull • André Lacroix • Danny Lawson
- Difensori: Jean-Claude Tremblay • Paul Shmyr
- Portiere: Gerry Cheevers

Second All-Star Team
- Attaccanti: Gary Jarrett • Ron Ward • Tom Webster
- Difensori: Larry Hornung • Jim Dorey
- Portiere: Bernie Parent